# Rivierstrand

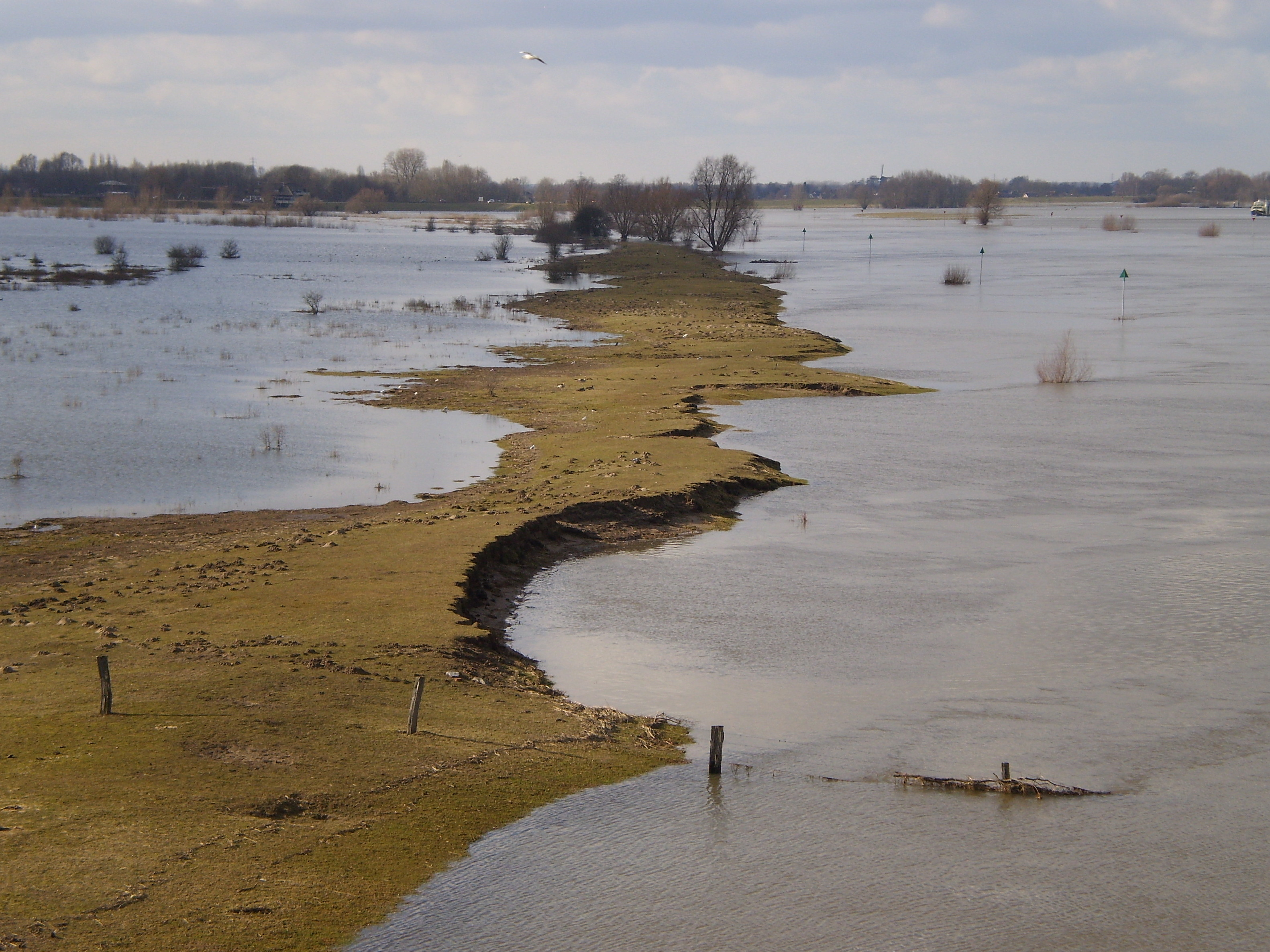
Een rivierstrand dat overstroomd is nabij de rivier IJssel.

Een rivierstrand is een landschap dat voorkomt langs rivieren en aan de voet van dijken. Met een rivierstand wordt de zandvlakte bedoeld, die naast een rivier ligt, inclusief oeverwallen en eventuele grindstroken. Rivierstranden overstromen regelmatig met rivierwater. Het moedermateriaal van de bodem bestaat in Nederland voornamelijk uit zand en grind. De bodem is in de meeste gevallen kalkrijk en behoort tot het bodemtype vaaggronden omdat er door de werking van de rivier geen bodemvorming kan plaatsvinden.

## Vegetatie
Binnen het landschap kunnen meerdere plantengemeenschappen voorkomen.   
| Nederlandse naam                                      | Wetenschappelijke naam            |
| ----------------------------------------------------- | --------------------------------- |
| Rompgemeenschap van rietgras                          |                                   |
| Associatie van geknikte vossenstaart                  | Ranunculo-Alopecuretum geniculati |
| Rompgemeenschap van fioringras                        |                                   |
| Associatie van ganzenvoeten en beklierde duizendknoop | Chenopodietum rubri               |
| Rompgemeenschap van kweek                             |                                   |
| Rompgemeenschap van klein hoefblad                    |                                   |
| Rompgemeenschap van oeverstekelnoot                   |                                   |
| Bijvoet-ooibos                                        | Artemisio-Salicetum albae         |

## Hydrologie en bodem
Eem rivierstrand overstroomt gemiddeld 60 dagen per jaar gedurende een korte tijd, in maart is de watertoevoer het grootst. Het grondwater ligt vlak onder het maaiveld in nattere perioden en kan fluctueren van 0 centimeter tot 1,5 meter onder het maaiveld. Het water is rijk aan nutriënten en de rivierstranden kunnen dankzij een kleilaag in de bodem de toevoer van calciumcarbonaat door de rivieren goed bufferen. Rivierstranden hebben echter nauwelijks organisch materiaal in de bodem opgeslagen.